# Liste der Kreisstraßen im Kreis Wesel
Die Liste der Kreisstraßen im Kreis Wesel ist eine Auflistung der Kreisstraßen im Kreis Wesel, Nordrhein-Westfalen.

## Abkürzungen
- K: Kreisstraße
- L: Landesstraße

## Liste
Die Kreisstraßen behalten die ihnen zugewiesene Nummer innerhalb von Nordrhein-Westfalen auch bei einem Wechsel in einen anderen Kreis oder in eine kreisfreie Stadt. Die K 29 bildet hier eine Ausnahme. Nicht vorhandene bzw. nicht nachgewiesene Kreisstraßen werden in Kursivdruck gekennzeichnet, ebenso Straßen und Straßenabschnitte, die unabhängig vom Grund (Herabstufung zu einer Gemeindestraße oder Höherstufung) keine Kreisstraßen mehr sind.
Der Straßenverlauf wird in der Regel von Nord nach Süd und von West nach Ost angegeben.
| Nr.  | Verlauf |
| ---- | --- |
| K 1  | L 475 – L 9 in Kapellen |
| K 2  | Genend – L 474 in Neukirchen |
| K 3  | L 140 in Vinn – Holderberg – L 9 – L 398 in Kapellen |
| K 4  | (K 4 im Kreis Kleve) – Kreisgrenze – L 460 |
| K 5  | L 6 in Labbeck – K 36 in Xanten |
| K 6  | (K 6 im Kreis Kleve) – Kreisgrenze – K 28 – L 602 |
| K 7  | (K 7 im Kreis Kleve) – Kreisgrenze – K 18 – Vissel – L 480 – Flüren – – Feldmark – L 7 in Wesel                                                                              |
| K 8  | L 462 in Oberlohberg – Hiesfeld – – Kreisgrenze – (K 8 in Duisburg) |
| K 9  | (K 9 im Kreis Kleve) – Kreisgrenze – Hochkamer – Boschheide – L 476 – L 474                                                                                                  |
| K 10 | in Marienbaum – L 32 in Vynen |
| K 11 | (K 11 im Kreis Kleve) – Kreisgrenze – – L 463 |
| K 12 | L 4 in Friedrichsfeld – L 396 – in Mehrhoog |
| K 13 | L 1 in Voshövel – K 25 – Marienthal – L 401 – Dämmerwald – Kreisgrenze – (K 13 im Kreis Borken)                                                                              |
| K 14 | – Borth – Ossenberg – Millingen – K 31 – K 23 |
| K 15 | L 137 – in Moers – Hochstraß – L 237 – Scherpenberg – Kreisgrenze – (K 15 in Duisburg) – Kreisgrenze – An der Cölve – Kreisgrenze – (K 15 in Duisburg) – Kreisgrenze – L 137 |
| K 16 | L 463 in Bucholtwelmen – L 1 in Bruckhausen |
| K 17 | L 463 in Voerde (Niederrhein) – L 4 – Möllen – in Dinslaken |
| K 18 | L 602 in Hülshorst – – Bergen – K 7 – Vissel – L 480 in Bislich |
| K 19 | L 896 – L 480 – Unterbauerschaft – in Lackhausen |
| K 20 | K 23 in Veen – L 491 – Hamb – Kreisgrenze – (K 20 im Kreis Kleve) |
| K 21 | L 480 – L 460 in Hammerbruch |
| K 22 | L 460 in Ginderich – Menzelen-Ost – Menzelen-West – K 23 |
| K 23 | L 480 in Xanten – Veen – L 460 – K 20 – K 22 – Alpen – K 31 – K 14 – Saalhoff – L 491                                                                                        |
| K 24 | L 104 in Gahlen – Kreisgrenze – (K 24 im Kreis Recklinghausen) |
| K 25 | K 13 in Voshövel – Weselerwald – L 401 – Mahlberg – |
| K 26 | (K 26 im Kreis Borken) – Kreisgrenze – Nordbrock – L 896 – in Brünen |
| K 27 | (K 27 im Kreis Borken) – Kreisgrenze – Kreisgrenze in der Straßenmitte – Dingden                                                                                             |
| K 28 | K 6 – Töven – L 602 in Mehrhoog |
| K 29 | L 4 in Hiesfeld – Kreisgrenze – (K 16 in Oberhausen) |
| K 30 | L 140 in Asberg – Kreisgrenze – (K 30 in Duisburg) |
| K 31 | K 23 in Alpen – Millingen – K 14 – Annaberg – K 35 – |
| K 32 | L 8 – L 5 – Vynen – Wardt – |
| K 33 | L 287 in Kamp-Lintfort – |
| K 34 | K 23 – L 419 |
| K 35 | K 31 in Annaberg – L 137 in Winterswick |
| K 36 | in Xanten – K 5 – L 480 in Xanten |
| K 49 | L 460 – Kreisgrenze – (K 49 im Kreis Kleve) |

## Quelle
- Landesvermessungsamt Nordrhein-Westfalen, Kreiskarte Nr. 35: Kreis Wesel